# 오미드 절릴리
오미드 절릴리(Omid Djalili, 1965년 9월 30일 ~ )는 잉글랜드의 배우 및 희극인이다.

## 출연 작품

### 영화
- 《호두까기 인형과 4개의 왕국》 (2018) - 기사 역
- 《숀더쉽》 (2015) ...트럼퍼 목소리 역
- 《몰리 문의 놀라운 최면술 책》 (2014)
- 《미스터 인비저블》 (2013)
- 《빌리와 용감한 녀석들》 (2012) ...봉고 목소리 역
- 《미스터 나이스》 (2012) ...살림 마킥 역
- 《저스트 라이크 어스》 (2010)
- 《인퍼들》 (2010) ...조연, 기획, 제작
- 《섹스 앤 더 시티 2》 (2010)
- 《러브 그루》 (2008)
- 《캐리비안의 해적》 (2007)
- 《에이리언 오텁시》 (2006)
- 《헷지》 (2006) ...타이거 목소리 역
- 《카사노바》 (2006) ...루포 역
- 《월드 오브 투모로우》 (2005)
- 《모딜리아니》 (2004)
- 《칼슘 키드》 (2004) ...허비 역
- 《아니타&미》 (2002)
- 《그들만의 월드컵》 (2002)
- 《스파이 게임》 (2002)
- 《글래디에이터》 (2000) ...노예 상인 역
- 《매드 카우》 (1999)
- 《007 언리미티드》 (1999)
- 《미이라》 (1999) ...워든 가드 하산 역
- 《노팅 힐》 (1999)

### 방송
- 《디킨시언》 (2015-2016)